# Leonila Sahlada

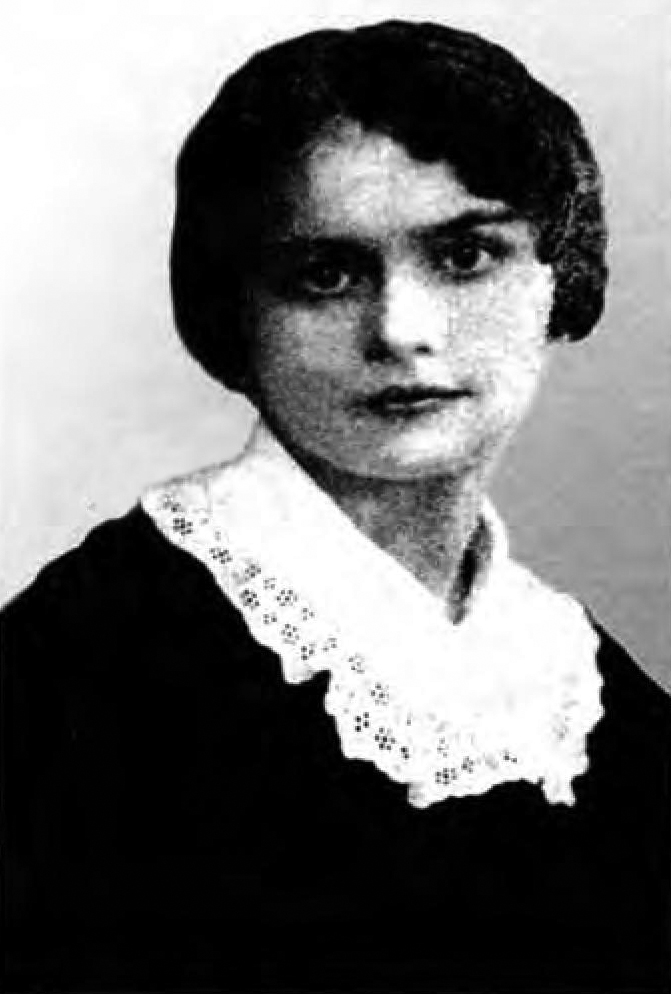
Leonila Sahlada (um 1920)

Leonila Boryssiwna Sahlada (ukrainisch Леоніла Борисівна Заглада, * 29. April 1896 in Kiew; † 28. April 1938 ebenda) war eine sowjetisch-ukrainische Ethnographin.

## Biografie
Nach dem Schulabschluss studierte sie zwischen 1917 und 1920 Rechtswissenschaften an einer Kiewer Universität. Sie interessierte sich für Ethnographie und schrieb sich in den Jahren 1922–1924 für einen entsprechenden Kurs am Kiewer Archäologischen Institut ein. Von 1928 bis 1934 arbeitete sie im Ethnographischen Museum der Allukrainischen Akademie der Wissenschaften, das später eine Unterabteilung des Instituts für materielle Kulturgeschichte der Ukrainischen Akademie der Wissenschaften wurde. Anschließend wurde sie Mitglied der Ethnographischen Kommission der Ukrainischen Akademie der Wissenschaften und Mitglied der Allukrainischen Ethnographischen Gesellschaft.
Ab 1934 arbeitete sie als Assistenzforscherin am Materialinstitut für Kultur der Ukrainischen Akademie der Wissenschaften. Sie vertiefte sich in das Studium der Volkskultur der Regionen Tschernihiw, Kiew, Poltawa, Podolien und Wolhynien, sammelte ethnographisches Material über Nahrung, Ernte, Handwerk und Volkskunst und entwickelte methodische Programme zum Sammeln von Material. Sie leistete einen bedeutenden Beitrag zur Entwicklung der Ethnographie der Kindheit im Besonderen und der Volkspädagogik im Allgemeinen und warf zum ersten Mal in der Geschichte der ukrainischen Ethnographie das Problem der Untersuchung der Stadtbevölkerung auf.
Im Sommer 1934 unternahm sie ihre letzte Expedition in das Waldgebiet um Tschornobyl. Ihr wurde die Aufgabe übertragen, das Sowjetsystem und die Veränderungen zu verherrlichen, die mit der Gründung der Kollektivwirtschaften einhergingen. Sie beschrieb die technologischen und sozialen Veränderungen im Dorf, widmete ihre Aufmerksamkeit zusätzlich auch der materiellen traditionellen Kultur der Einheimischen und analysierte detailliert die Methoden der Landwirtschaft, der Arbeitsgeräte, des Wohnraums, der Wirtschaftsgebäude, der öffentlichen Einrichtungen und des Haushalts. Sahladas Forschungen sind für die heutige Ukraine aufgrund der Fakten und weil sich die von ihr beschriebenen Siedlungen seit 1986 infolge der Nuklearkatastrophe von Tschernobyl in der Sperrzone befinden von großem Wert.
Danach wurden Sahlada auf der Mitgliederversammlung des Instituts Fehler vorgeworfen, die sie unter dem Einfluss der „bürgerlichen Methodik“ gemacht hatte und ihr wurde nahegelegt, in Zukunft die Methodologie des wissenschaftlichen Marxismus-Leninismus zu meistern. In der damaligen Presse wurde ihr bürgerlicher Nationalismus vorgeworfen und sie wurde beschuldigt, mit faschistischen Konzepten zu sprechen und die moderne ukrainische Volkskunst zu verleumden.
Sahlada wurde am 30. März 1938 verhaftet und ihr gesamtes Archiv wurde beschlagnahmt. Ihr wurde Nationalismus und die Teilnahme an einer militärisch-aufständischen konterrevolutionären Organisation, deren Ziel angeblich der Sturz der sowjetischen Regierung in der Ukraine und die Schaffung eines unabhängigen Staates wie der Ukrainischen Volksrepublik war, vorgeworfen. Unter dem Druck der Ermittlungen gestand sie die Anschuldigungen vollständig. Im Verhörprotokoll vom 6. April 1938 heißt es: „Die gesamte Arbeit des Museums war so aufgebaut, dass die gesamte Aufmerksamkeit auf das Studium alter, rückständiger Dörfer gerichtet war – ohne Rücksicht auf die neuen Fortschritte in der Technologie in der Landwirtschaft. Die Ausstellung des Museums wurde auf konterrevolutionäre, nationalistische Weise aufgebaut.“ Gemäß der Entscheidung der Kiewer Troika des NKWD vom 28. April 1938 wurde sie erschossen.

## Nachwirkung
Sahlada wurde 1957 rehabilitiert. Sie ist in der Begräbnisstätte für die Opfer der Stalinschen Säuberungen in Bykiwnja beerdigt. Einige ihrer wissenschaftlichen Arbeiten wurden (Stand 2021) noch nicht herausgegeben. Im Februar 2016 wurde eine Straße im Rajon Darnyzja nach Sahlada benannt.